# Marino Pole (Blagoëvgrad)
Marino Pole (Bulgaars: Марино поле) is een dorp in het zuidwesten van Bulgarije. Het dorp is gelegen in de gemeente Petritsj, oblast Blagoëvgrad. Het dorp ligt ca. 69 km ten zuiden van Blagoëvgrad en 142 km ten zuiden van Sofia.

## Bevolking
Op 31 december 2020 telde het dorp Marino Pole 241 inwoners. Het aantal inwoners vertoont al jaren een dalende trend: in 1946 woonden er nog 569 mensen in het dorp.
|  |

In het dorp wonen uitsluitend etnische Bulgaren. In de optionele volkstelling van 2011 identificeerden alle 296 ondervraagden zichzelf als etnische Bulgaren.
| Etnische samenstelling van de respondenten (2011) | Etnische samenstelling van de respondenten (2011) | Etnische samenstelling van de respondenten (2011) | Etnische samenstelling van de respondenten (2011) | Etnische samenstelling van de respondenten (2011) |
| ------------------------------------------------- | ------------------------------------------------- | ------------------------------------------------- | ------------------------------------------------- | ------------------------------------------------- |
|                                                   |                                                   |                                                   |                                                   |                                                   |
| Bulgaren                                          | Bulgaren                                          |                                                   | 100,0%                                            | 100,0%                                            |
| Turken                                            | Turken                                            |                                                   | 0,0%                                              | 0,0%                                              |
| Roma                                              | Roma                                              |                                                   | 0,0%                                              | 0,0%                                              |
| Anders/Onbekend                                   | Anders/Onbekend                                   |                                                   | 0,0%                                              | 0,0%                                              |